# Шалудовац
Шалудовац је насеље у Србији у општини Параћин у Поморавском округу. Према попису из 2022. било је 292 становника.
Овде се налазе Запис Живковића дуд (Шалудовац), Запис Миленковића дуд (Шалудовац), Запис Васића орах (Шалудовац) и Запис орах код дома (Шалудовац).

## Демографија
У насељу Шалудовац живи 297 пунолетних становника, а просечна старост становништва износи 44,0 година (42,5 код мушкараца и 45,6 код жена). У насељу има 99 домаћинстава, а просечан број чланова по домаћинству је 3,64.
Ово насеље је великим делом насељено Србима (према попису из 2002. године), а у последња три пописа, примећен је пад у броју становника.
|  |

| Демографија | Демографија | Демографија |
| Година      | Становника  | Становника  |
| ----------- | ----------- | ----------- |
| 1948.       | 600         |             |
| 1953.       | 632         |             |
| 1961.       | 626         |             |
| 1971.       | 596         |             |
| 1981.       | 595         |             |
| 1991.       | 586         | 452         |
| 2002.       | 360         | 544         |

| Етнички састав према попису из 2002.‍ | Етнички састав према попису из 2002.‍ | Етнички састав према попису из 2002.‍ | Етнички састав према попису из 2002.‍ | Етнички састав према попису из 2002.‍ |
| ------------------------------------ | ------------------------------------ | ------------------------------------ | ------------------------------------ | ------------------------------------ |
|                                      |                                      |                                      |                                      |                                      |
| Срби                                 | Срби                                 |                                      | 358                                  | 99,44%                               |
| Македонци                            | Македонци                            |                                      | 1                                    | 0,27%                                |
| Југословени                          | Југословени                          |                                      | 1                                    | 0,27%                                |
| непознато                            | непознато                            |                                      | 0                                    | 0,0%                                 |

| Година пописа     | 1948. | 1953. | 1961. | 1971. | 1981. | 1991. | 2002. |
| ----------------- | ----- | ----- | ----- | ----- | ----- | ----- | ----- |
| Број домаћинстава | 108   | 107   | 119   | 119   | 118   | 115   | 99    |

| Број чланова      | 1  | 2  | 3  | 4  | 5  | 6  | 7 | 8 | 9 | 10 и више | Просек |
| ----------------- | -- | -- | -- | -- | -- | -- | - | - | - | --------- | ------ |
| Број домаћинстава | 17 | 17 | 13 | 17 | 16 | 15 | 0 | 4 | 0 | 0         | 3,64   |

| Пол    | Укупно | Неожењен/Неудата | Ожењен/Удата | Удовац/Удовица | Разведен/Разведена | Непознато |
| ------ | ------ | ---------------- | ------------ | -------------- | ------------------ | --------- |
| Мушки  | 156    | 34               | 100          | 17             | 5                  | 0         |
| Женски | 153    | 22               | 101          | 27             | 2                  | 1         |
| УКУПНО | 309    | 56               | 201          | 44             | 7                  | 1         |

| Пол    | Укупно                    | Пољопривреда, лов и шумарство | Рибарство                            | Вађење руде и камена | Прерађивачка индустрија       |
| ------ | ------------------------- | ----------------------------- | ------------------------------------ | -------------------- | ----------------------------- |
| Мушки  | 58                        | 16                            | 0                                    | 0                    | 18                            |
| Женски | 22                        | 9                             | 0                                    | 0                    | 1                             |
| УКУПНО | 80                        | 25                            | 0                                    | 0                    | 19                            |
| Пол    | Производња и снабдевање   | Грађевинарство                | Трговина                             | Хотели и ресторани   | Саобраћај, складиштење и везе |
| Мушки  | 1                         | 1                             | 8                                    | 0                    | 9                             |
| Женски | 0                         | 1                             | 7                                    | 0                    | 1                             |
| УКУПНО | 1                         | 2                             | 15                                   | 0                    | 10                            |
| Пол    | Финансијско посредовање   | Некретнине                    | Државна управа и одбрана             | Образовање           | Здравствени и социјални рад   |
| Мушки  | 1                         | 0                             | 0                                    | 1                    | 0                             |
| Женски | 0                         | 0                             | 1                                    | 1                    | 0                             |
| УКУПНО | 1                         | 0                             | 1                                    | 2                    | 0                             |
| Пол    | Остале услужне активности | Приватна домаћинства          | Екстериторијалне организације и тела | Непознато            | Непознато                     |
| Мушки  | 1                         | 0                             | 0                                    | 2                    | 2                             |
| Женски | 0                         | 0                             | 0                                    | 1                    | 1                             |
| УКУПНО | 1                         | 0                             | 0                                    | 3                    | 3                             |